# Trotteur allemand
Le Trotteur allemand (allemand : Deutscher Traber) est une race de chevaux de type trotteur, originaire d'Allemagne. Proche du Trotteur français, il a influencé le Trotteur belge. Il est surtout élevé dans l'Ouest de l'Allemagne. Avec environ 550 représentants en 2016, le Trotteur allemand est une race rare, menacée de disparition.

## Histoire

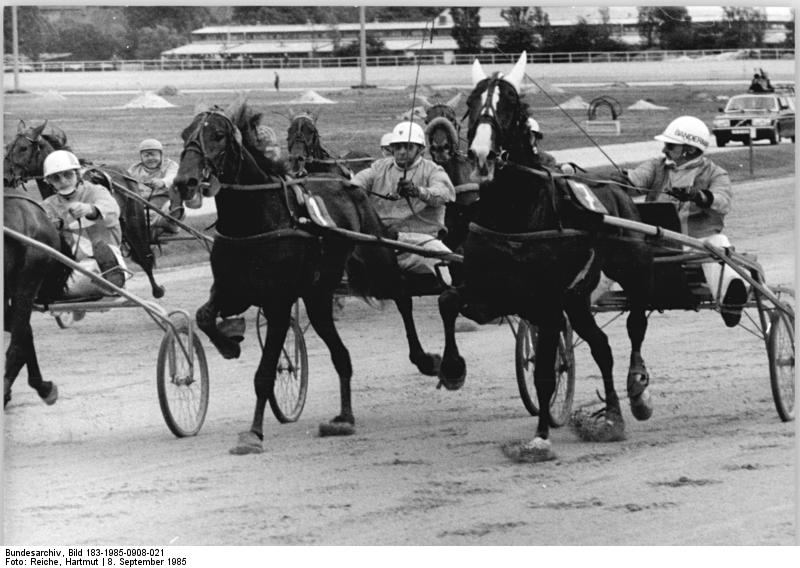
Derby du trot de Berlin en 1985

Le nom original, du Trotteur allemand, en allemand, est Deutscher Traber. Ses origines remontent à la seconde moitié du XIXe siècle, concomitamment à un phénomène de mode des courses de trot. Une telle course est notamment organisée en 1874 à Hambourg.
La race provient à l'origine du Trotteur Orlov. Elle est par la suite influencée par des croisements avec le Trotteur français, et le Trotteur américain. Son stud-book est créé en 1896. Le secteur du trot allemand est très proche de celui du trotteur français, avec lequel il a conclu un partenariat d'achat et d'échange de reproducteurs. 

## Description
Il appartient à la famille des trotteurs, étant souvent proche du Trotteur français. CAB International (2016) indique une taille moyenne de 1,60 m, tandis que le guide Delachaux donne une fourchette de 1,50 m à 1,75 m (2016), et Helena Kholová (1997), une moyenne de seulement 1,55 m.
La tête est relativement petite, de profil rectiligne, et est surmontée de grands yeux et de petits oreilles. L'encolure est longue, les membres sont longs et secs, fins, dotés d'articulations souples,. Le garrot est souvent très sorti,. La croupe est musclée et mince.
La robe peut être de toute couleur unie, ou grise, mais serait le plus souvent baie ou noire. Toutes les couleurs sont théoriquement autorisées. Ces chevaux dotés d'endurance déploient de longues foulées de trot.
La race est sélectionnée sur tests de performances, avec notamment une épreuve de vitesse en haras, sur une distance d'un kilomètre. L'association gestionnaire, la Hauptver band für Traberzucht und rennen (HVT), est basée à Kaarst, en Rhénanie-du-Nord-Westphalie. Elle supervise et promeut le trot, organise et supervise les courses, et organise ces tests de performance.

## Utilisations
Il est essentiellement destiné aux courses de trot, mais il est également employé sous la selle, notamment en équitation de loisir, après une réforme. Il a influencé la race du trotteur belge.
Le record d'Allemagne est de 1'09"9, et est détenu par Banks sur la piste de trot de Hambourg-Bahrenfeld. Le record d'un trotteur allemand dans un pays étranger étranger est de 1'09"6, détenu par Classic Grand Cru à Solvalla, Stockholm, Suède. Un site web hall of fame recense les prix décrochés par des trotteurs allemands.

## Diffusion de l'élevage
Le Trotteur allemand est plus particulièrement présent dans l'Ouest de l'Allemagne. Le guide Delachaux indique (2016) qu'il serait populaire et répandu, ce qui reprend les informations fournées par Kholová en 1997. La base de données DAD-IS fournit cependant des chiffres officiels indiquant que la race (Traber) est menacée d'extinction, avec un effectif enregistré de seulement 549 chevaux en 2016.  Par ailleurs, l'ouvrage Equine Science (4e édition de 2012) le classe parmi les races de chevaux de selle peu connues au niveau international.